# Alf (televisieserie)
Alf is een Amerikaanse komische televisieserie die liep van 1986 tot 1990 en werd bedacht door poppenspeler Paul Fusco. De serie bestaat uit 102 afleveringen en een televisiefilm. De serie draait om een buitenaards wezen genaamd Alf (een levensgrote pop die wordt bediend door Paul Fusco zelf), dat wordt opgenomen in een Amerikaans gezin, gespeeld door gewone acteurs.
De serie was een groot succes in de Verenigde Staten en daarna een nog groter succes in veel Europese landen, zoals Polen en Duitsland. In Duitsland was de serie zelfs zo populair dat de voor tv gemaakte film daar in de bioscopen werd vertoond onder de titel Alf der Film. In Nederland werd de volledige serie tussen 1986 en 1990 oorspronkelijk  uitgezonden door de TROS op  Nederland 2, de herhalingen later door de commerciële zenders RTL 5 en Veronica. Alle vier de seizoenen werden in 2009/2010 in Nederland op dvd uitgebracht.

## Inhoud
De serie draait om Alf, een buitenaards wezen dat is gevlucht van zijn thuisplaneet Melmac omdat deze op het punt van ontploffen stond. Hij volgt met zijn ruimteschip het radiosignaal van een amateurradiozender en belandt zo op Aarde. Daar stort zijn schip neer in de garage van de familie Tanner, een middenklassegezin bestaande uit sociaal werker Willie (Max Wright), zijn vrouw Kate (Anne Schedeen) en hun twee kinderen: tienerdochter Lynn (Andrea Elson) en zoon Brian (Benji Gregory).
Omdat Alf niet terug kan naar Melmac wordt hij een lid van het gezin. De kat van de familie Tanner, genaamd Lucky, is zijn leven sindsdien niet meer zeker aangezien katten een delicatesse zijn op Melmac. Gelukkig voor Lucky krijgt Alf later in de serie meer respect voor hem.
Doordat de familie Alfs bestaan geheim besluit te houden (vooral omdat er genoeg wetenschappers en militairen zijn die Alf zouden willen onderzoeken) ontstaan er vele komische situaties. Vooral de spontane bezoekjes van de buren, de familie Ochmonek, leveren de nodige hilariteit op. Alf houdt zich over het algemeen verborgen in de keuken als er mensen op bezoek komen. Gedurende de serie leert hij buiten de Tanners ook andere mensen kennen zoals Willies broer Neal, Kates moeder Dorothy, het neefje van de Ochmoneks Jake, psychiater Larry, en Jody, een blinde vrouw. Ook leert hij steeds meer over het Aardse leven en de Aardse cultuur. Deze komt vaak als vreemd op hem over, terwijl Alfs gedrag juist vreemd is voor de Tanners.
Tijdens de laatste aflevering ontvangt hij een signaal via de radio van zijn vriendin Rhonda en vriend Skip, die de ontploffing van de planeet Melmac ook overleefd hebben. Hij besluit met ze mee te gaan en niet op Aarde te blijven. Het lukt hem echter niet om aan boord van hun ruimteschip te komen en kort daarop wordt hij gevangen door een groep geleerden die hem al vanaf het begin in de gaten hadden.

## Personages

### Gordon Shumway/Alf
Alf (Michu Meszaros) was de acteur in het Alf-kostuum. Paul Fusco bediende de Alf-pop en deed Alfs stem) is de hoofdpersoon in de serie. Zijn naam is de afkorting voor "Alien Life Form". Dit is een naam die de familie Tanner hem heeft gegeven. Alfs werkelijke naam is Gordon Shumway.
Alf is een kleine alien met een spitse snuit en geheel bedekt met bruin-oranje haar. Hij heeft acht magen en een enorme trek in katten.
Hij is volgens Aardse jaartelling geboren op 28 oktober 1756 op de oostzijde van de planeet Melmak. Op Melmak heeft hij 122 jaar lang een opleiding gevolgd aan een hogeschool. Hij was ook ooit aanvoerder van het Bouillabaissebal-team (een sport gespeeld op ijs met een schelpdier als bal).
Alf is qua karakter sarcastisch, cynisch en vaak problematisch. Het kost de Tanners dan ook grote moeite hem verborgen te houden voor de buitenwereld. Als de dingen uit de hand lopen doet hij echter alles wat hij kan om de zaken weer recht te zetten.

### Familie Tanner
- William "Willie" Francis Tanner (Max Wright): de vader van het gezin. Hij is een maatschappelijk werker en radioamateur. Verder verzamelt Willy modeltreintjes. Willie heeft gestudeerd aan de Claremont High School. Hij was in de jaren 60 een hippie.
- Katherine "Kate" Daphne Halligan Tanner (Anne Schedeen): de moeder van het gezin. Ze is afgestudeerd in de kunstgeschiedenis en werkt soms als makelaar. Ze heeft ook interesse in gedichten.
- Lynn Tanner (Andrea Elson): het oudste kind van de Tanners. Ze is een tiener en bij aanvang van de serie erg verlegen. Alf probeert haar meer zelfvertrouwen te geven, zoals door haar op te geven voor een schoonheidswedstrijd.
- Brian Tanner (Benji Gregory): de oudste zoon en het middelste kind van de Tanners. Hij lijkt het meest met Alf op te kunnen schieten.
- Eric Tanner: het jongste kind van de Tanners. Hij wordt geboren in de laatste aflevering van het derde seizoen.
- Neal Tanner (Jim J. Bullock): Willies broer. Hij verblijft een tijdje bij de Tanners nadat zijn vrouw hem verlaat, en zodoende ontmoet hij Alf.
- Dorothy Halligan (Anne Meara): Kates moeder. Ze is een weduwe en heeft een haat-liefdeverhouding met Alf. Ze is aanvankelijk bang een nieuwe relatie aan te gaan, tot Alf haar overtuigt dat het beter voor haar is weer te trouwen. Ze trouwt hierna met een jazzmusicus genaamd "Whizzer".
- Whizzer (Paul Dooley): een jazzmusicus. Hij wordt in seizoen 1 Dorothy’s nieuwe echtgenoot. Hij kan absoluut niet met Alf overweg.

### Familie Ochmonek
- Raquel Ochmonek (Liz Sheridan): de buurvrouw van de familie Tanner. Ze heeft een grote kinderwens, maar zij en haar man hebben nooit kinderen gekregen. Ze is erg nieuwsgierig en krijgt Alf tot tweemaal toe te zien, maar komt er nooit achter dat hij bij de Tanners woont. Ze was op haar middelbare school een cheerleader.
- Trevor Ochmonek (John LaMotta): de buurman van de familie Tanner. Hij is een veteraan uit de Koreaanse Oorlog.
- Jake Ochmonek (Josh Blake): het neefje van Raquel en Trevor. Hij komt bij hen wonen nadat zijn vader naar de gevangenis moet en zijn moeder niet voor hem kan zorgen daar ze kleptomaan is. Jake heeft een aanleg voor techniek. Zijn tante ziet hem als vervanging voor de zoon die ze nooit heeft gehad. Hij leert Alf kennen en kan goed met hem opschieten.

### Overig
- Jodie (Andrea Covell): een blinde vrouw met wie Alf een relatie aangaat in seizoen 1. Ze krijgt nooit door dat Alf geen mens is, al merkt ze wel dat hij klein en harig is.
- Larry Dykstra (Bill Daily): een psychiater die de familie Tanner te hulp komt wanneer Alf en Willie zware onenigheid krijgen. Hij leert zodoende Alf kennen.
- The Alien Taskforce: een afdeling van de overheid die zich bezighoudt met het onderzoeken van buitenaardse activiteit op Aarde. Alf trekt meerdere malen hun aandacht, en aan het eind van de serie krijgen ze hem te pakken.

## Productie
De productie van Alf was technisch lastig en veeleisend. Alle vier hoofdacteurs – Max Wright (Willie Tanner), Anne Schedeen (Kate Tanner), Andrea Elson (Lynn Tanner) en Ben Hertzberg alias Benji Gregory (Brian Tanner) – gaven toe dat er geregeld spanning heerste op de set. Max Wright gaf in een interview aan dat hij er eigenlijk een hekel aan had te moeten samenwerken met een levenloze pop die de beste teksten inpikte. Volgens Anne Schedeen vertrok hij op de laatste opnamedag direct na de laatste take zonder iets te zeggen van de set.
Voor een aflevering van 30 minuten was vaak een productietijd van 20 tot 25 uur nodig. Om de poppenspelers die Alf moesten bedienen de ruimte te geven, waren de sets gebouwd op een verhoogd platform vol met luiken in de vloer. De valluiken moesten soms midden in een scène een paar keer worden verplaatst om de poppenspelers een andere positie in te laten nemen.
Paul Fusco was de belangrijkste poppenspeler van Alf. Hij bediende met een hand de mond van de pop, en met zijn andere hand een arm. Een tweede poppenspeler, Lisa Buckley, hielp Paul van achter de schermen, en bediende Alfs andere arm. Alfs gezichtsuitdrukkingen zoals oog- en oorbewegingen werden gestuurd door een derde persoon middels een afstandsbediening.
Voor de scènes waarin Alf daadwerkelijk rondloopt werd een acteur in een pak gebruikt. Deze acteur was Michu Meszaros.

## Spin-offsen meer

### Tv-film
Alfs ontvoering door de geleerden aan het eind van de serie diende als basis voor een extra seizoen, dat nooit is gemaakt. Om de serie toch af te ronden werd in 1996 een televisiefilm gemaakt getiteld Project Alf. De film speelt zich zes jaar na de serie af.

### Tekenfilmserie
Vanwege het succes van de serie werd er ook een tekenfilmserie gemaakt over Alf genaamd ALF: The Animated Series. De tekenfilm toonde Alfs belevenissen op zijn thuisplaneet Melmak voordat deze werd opgeblazen. Aangezien Alf een naam was die de familie Tanner aan hem gaf toen hij op Aarde kwam wordt Alf in de tekenfilmserie altijd bij zijn echte naam genoemd. De serie bestond uit 26 afleveringen en kreeg ook een spin-off getiteld ALF Tales.

### Marvel-strip
Het Amerikaanse bedrijf Marvel Comics startte in 1987 een stripserie gebaseerd op de televisieserie Alf. De stripserie liep vier jaar door.
De strip sloot losjes aan op de televisieserie, maar was op een aantal punten duidelijk anders (zoals de geboorte van Eric Tanner). Verder bevatte de strip veel parodieën op klassieke Marvel-stripkarakters en andere popcultuurparodieën in de vorm van "flashbacks over Melmak".

### Praatprogramma
In 2004 werden enkele afleveringen gemaakt van Alf's Hit Talk Show, een praatprogramma met het fictieve ruimtewezen als gespreksleider.

### Attractie
In Warner Brothers Movieworld Germany werd in 1996 een darkride geopend waarin Alf samen met de gremlins de hoofdrol speelde.
Bezoekers werden eerst een bioscoop in geloodst waar men een "ogenschijnlijk" normale aflevering van Alf te zien krijgt. Maar deze wordt ineens bruut verstoord door een invasie van gremlins die zich verstopt hadden op de set. Hierna roept Alf om te vluchten voor de gremlins, waarna de bezoekers in een soort trolley door de filmset moeten rijden om te ontvluchten. Alf is in diverse scènes van de attractie te zien waar hij samen met Gizmo de gremlins probeert tegen te houden. De attractie is sinds 2002 (wegens het aflopen van de rechten met Warner Bros.) gesloten voor publiek. De attractie is niet meer in operationele staat (werd voorheen tijdens Halloween af en toe nog geopend) omdat de attractie omgebouwd is tot Scooby Doo: The Ride in 2004.

### Merchandising
De serie bracht een grote merchandising met zich mee. Zo verscheen er een ruilkaartspel van de serie, uitgebracht door Topps. De meeste van deze kaarten bevatten foto’s van de show, maar sommige waren bedoeld als parodie op basketbalkaarten, met daarop Alf die de sport Bouillabaissebal beoefent. In 1988 verscheen een Alf-kalender met daarop de feestdagen van de planeet Melmak.
Er bestaat ook een videospel van Alf voor de Sega Master System, waarin Alf zijn schip moet repareren.

### Muziek
Muziekproducent Ben Liebrand maakte in 1987 een nummer met de titel "Stuck On Earth", met samples uit een uitzending van ALF. De single stond begin 1988 in de hitlijsten en piekte in Nederland op nummer 4. Het nummer was ook succesvol in Nieuw-Zeeland, Vlaanderen, Duitsland en Australië.

### Reboot
In 2018 werd bekend dat de serie een nieuw seizoen zal krijgen.

## Trivia
- De populariteit van de serie leidde er in Duitsland toe dat de plaatsnaamborden van het plaatsje Alf regelmatig werden gestolen door souvenirverzamelaars.
- Alf heeft overeenkomsten met de alven, elfen en bepaalde soorten kabouters.